# Гусев, Владимир Александрович
Влади́мир Алекса́ндрович Гу́сев (род. 25 апреля 1945, Калинин, РСФСР, СССР) — советский и российский искусствовед, кандидат искусствоведения, доцент, автор многочисленных научно-исследовательских работ. Директор Государственного Русского музея (1988—2023), президент Государственного Русского музея с 10 февраля 2023 года.
Академик РАХ (2001). Заслуженный деятель искусств Российской Федерации (1996). Лауреат Государственной премии Российской Федерации (2004) и премии Правительства Российской Федерации (2013). Член Союза художников СССР с 1975 года.

## Биография
Родился в Калинине 25 апреля 1945 года. Окончил школу, а затем — Калининский индустриальный техникум. Несколько лет работал на заводе, был начальником чертежного бюро в военном НИИ. В возрасте 25 лет поступил в Ленинградский институт живописи, скульптуры и архитектуры имени И. Е. Репина.
После получения диплома искусствоведа в 1974 году В. А. Гусев стал преподавать в детской художественной школе, а с 1976 года начал работать в организации Союза художников РСФСР.
С января 1978 года В. А. Гусев работал в Русском музее — старшим научным сотрудником, заведующим отделом современного искусства, заместителем директора по научной работе. В 1985 году защитил кандидатскую диссертацию «Ленинградская монументальная скульптура 1960-х — 1980-х годов». В 1986—1988 годы занимал должность главного редактора ленинградского издательства «Аврора». В июне 1988 года был избран коллективом на должность директора Русского музея, в которой проработал 35 лет.
Член Союза художников России; действительный член Российской Академии художеств (2001). Лауреат премии Правительства Российской Федерации за творческие и профессиональные достижения в области культуры (2013).
Член Комиссии при Президенте РФ по Государственным премиям в области литературы и искусства. Член Совета попечителей Английского клуба Санкт-Петербурга.
В 2005—2010 годах реализованы программа развития музея «Возрождение» и многоцелевая программа «Россия», направленная на сотрудничество с художественными музеями российских городов.
В. А. Гусев — председатель учёного совета Русского музея, член многих общественных, творческих и профессиональных организаций: комиссии по делам культуры Российского отделения ЮНЕСКО, Санкт-Петербургского отделения Союза художников, правления Союза музеев России, президиума Российского комитета Международного совета музеев (ИКОМ), автор научно-исследовательских работ, каталогов выставок, телевизионных и видеофильмов о русском искусстве, музейном деле, истории Государственного Русского музея.
В 2023 г. В. А. Гусев покинул пост генерального директора и 10 февраля 2023 года был назначен на почётную должность президента Русского музея. В этом качестве он продолжает курировать ряд направлений ГРМ, таких как развитие филиалов и реставрационную работу.

## Вклад в развитие Русского музея
Под руководством В. А. Гусева Русский музей стал одним из крупнейших центров отечественной культуры. К Русскому музею были присоединены новые здания и территории — Мраморный дворец, Михайловский (Инженерный) замок, Строгановский дворец, Михайловский сад и Летний сад, Летний дворец, Домик Петра I на Петровской набережной, павильоны Кордегардий Михайловского (Инженерного) замка. Был осуществлён большой объём ремонтно-реставрационных и экспозиционно-выставочных работ, развивалось оборудование хранения и реставрации музейного фонда.
Среди наиболее значимых работ и проектов, реализованных под руководством В. А. Гусева необходимо отметить:
- Принятие в музейный фонд и включение в постоянную экспозицию Русского музея полной коллекции петербургских собирателей, братьев Якова Александровича и Иосифа Александровича Ржевских[4].
- Принятие в музейный фонд и включение в постоянную экспозицию Русского музея части коллекции немецких собирателей, супругов Петера Людвиг и Ирене Людвиг[5].
- Создание проекта "Российский центр музейной педагогики и творческих инициатив", направленного в основном на разработку и проведение детских образовательных программ по всей России[6].
- Цикл фильмов «Век Русского музея» - авторской программы, посвященной истории создания Русского музея и людям, причастным к формированию его коллекций[7].
- Реконструкция и реставрация Летнего сада (2009—2012 гг.).
- Реставрация музейных залов, открытие новых разделов постоянной экспозиции, в том числе «Лица России. Портретная галерея Русского музея» (2012), «Петербургское общество эпохи Романовых» (2014 г.) в Михайловском замке, «Музей Людвига в Русском музее» в Мраморном дворце (реэкспозиция 2015), «Картинная галерея Строганова» в Строгановском дворце (2013 г.), «Декоративно-прикладное искусство XX века» (2013) в корпусе Бенуа, «Искусство второй половины XIX века» в Михайловском дворце (2015 г.).
- Реализация проекта «Театр Российской истории. Дом Романовых: факты, легенды и мифы. Сага о Романовых» в Михайловском замке (с 2014 года).
- Организация и проведение ежегодного Международного фестиваля садово-паркового искусства и ландшафтной архитектуры «Императорские сады России» (с 2008 года).
- Открытие в российских и зарубежных городах информационно-образовательных центров «Виртуальный филиал Русского музея» на базе художественных музеев, учебных и культурных учреждений. К апрелю 2023 года накануне своего двадцатилетия проект насчитывал 248 виртуальных филиалов (202 – в России, 46 – за рубежом)[8][9].
- Реализация совместного с Президентской библиотекой имени Б. Н. Ельцина проекта по оцифровке ценных рукописей и архивных документов.
- Разработка совместного с университетом ИТМО проекта по разработке системы интернет-представительства Русского музея на основе онтологической модели базы знаний (создание веб-системы онтологического конструирования и наполнения базы знаний по истории искусства)
- Создание выставочного проекта Русского музея "Дворец искусств Санкт-Петербурга" в Отару (Япония) (1994—2000 гг.)[10].
- Открытие культурно-выставочного центра (КВЦ) Русского музея в Малаге (Испания) (25 марта 2015 года).
- Открытие КВЦ в Казани — 19 марта 2016 года.
- Открытие КВЦ в Ярославле — 29 августа 2017 года.
- Открытие КВЦ в Мурманске — 26 ноября 2017 года.
- Открытие КВЦ в Когалыме —9 сентября 2020 года[11].

## Общественная позиция
6 февраля 2012 года Владимир Гусев был зарегистрирован как доверенное лицо кандидата в Президенты Российской Федерации и действующего председателя Правительства Российской Федерации Владимира Путина.
В марте 2014 года Гусев поддержал аннексию Крыма, подписал письмо президенту России Владимиру Путину в поддержку аннексии

## Награды и почётные звания
- Медаль «За доблестный труд в ознаменование 100-летия со дня рождения В. И. Ленина» (1971)
- Заслуженный деятель искусств Российской Федерации (11 декабря 1996) — за заслуги в области искусства[13]
- Благодарность Президента Российской Федерации (18 февраля 1998) — за большой личный вклад в развитие музейного дела[14]
- Государственная премия Российской Федерации в области литературы и искусства 2003 года (12 июня 2004) — за создание и реализацию программы художественного воспитания и образования детей и юношества в Государственном Русском музее[15]
- Медаль «В память 300-летия Санкт-Петербурга» (2003)
- Благодарность Министра культуры Российской Федерации (22 декабря 2003) — в связи с успешным завершением VI конференции Министров культуры государств Балтийского моря (1-3 декабря 2003 года, г. Санкт-Петербург)[16]
- Орден Почётного легиона (Франция, 2004)
- Орден «За заслуги перед Итальянской Республикой» (Италия, 2006)
- Орден «За заслуги перед Отечеством» IV степени (25 апреля 2010) — за большой вклад в развитие отечественного музейного дела и многолетнюю плодотворную работу[17].
- Знак отличия «За заслуги перед Санкт-Петербургом» (2010)
- Орден Восходящего солнца с золотыми лучами и шейной лентой (Япония, 2012)
- Премия Правительства Российской Федерации в области культуры 2013 года (23 декабря 2013) — за цикл работ в области изобразительного искусства и дизайна «Интерактивные мультимедийные реконструкции памятников культуры, исторических событий и объектов культурного наследия»[18]
- Почётный знак «За особый вклад в развитие Санкт-Петербурга» (2015)
- Почётная грамота Совета МПА СНГ (16 апреля 2015, Межпарламентская ассамблея СНГ) — за активное участие в деятельности Межпарламентской Ассамблеи и её органов, вклад в укрепление дружбы между народами государств — участников Содружества Независимых Государств[19].
- Орден Почёта (20 сентября 2016) — за заслуги в развитии отечественной культуры и искусства, средств массовой информации, многолетнюю плодотворную деятельность[20]
- Орден «За заслуги перед Отечеством» III степени (20 марта 2020) — за большой вклад в развитие отечественной культуры и многолетнюю плодотворную деятельность[21]